# Massimo Natili
Massimo Natili, né le 28 juillet 1935 à Ronciglione (Latium) et mort le 19 septembre 2017 à Viterbe, est un ancien pilote automobile italien. 

## Biographie
Massimo Natili débuta en Formule Junior. En 1961, il fait ses débuts en Formule 1 au Grand Prix de Syracuse, sur une Cooper à moteur Maserati de la Scuderia Centro Sud, sa course se soldant par une casse moteur. Sur cette voiture, il participe également au Grand Prix de Grande-Bretagne, à Aintree, sans plus de succès. Ce sera sa seule participation en championnat du monde. Cette année-là, il n'obtient aucun résultat et revient à la Formule Junior pour la saison 1962. Il échappe à un grave accident lors d'une course à Monza, ne devant la vie qu'à un spectateur qui l'extrait de sa monoplace en feu. Il continuera à courir, principalement en Formule 3 et en Endurance, jusqu'au milieu des années 1960, avant de raccrocher son casque.